# 瓦爾瓦里夫卡 (盧甘斯克州)
49°4′21″N 38°24′9″E / 49.07250°N 38.40250°E

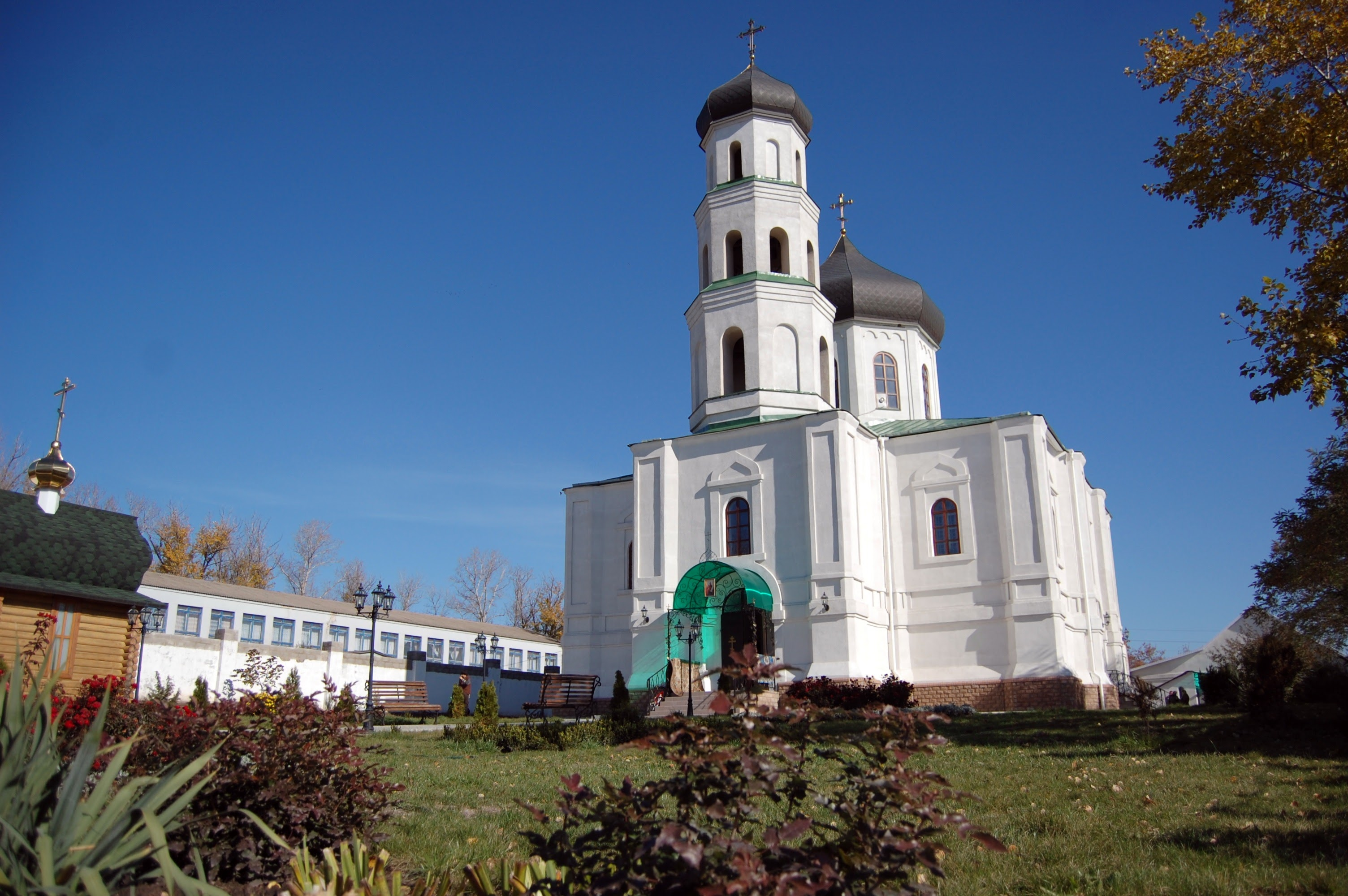
教堂

瓦爾瓦里夫卡（烏克蘭語：Варварівка）是位於烏克蘭東部的村莊，由盧甘斯克州北頓涅茨克區的鲁比日内市镇負責管轄。該村始建於1690年，面積3平方公里，海拔高度127米，2001年人口1,552，人口密度每平方公里517.3人。